# Soluzione di Clerici
La soluzione di Clerici è una soluzione formata da parti uguali di formiato di tallio (Tl(CHO2)) e di malonato di tallio (Tl(C3H3O4)) in acqua. È un liquido poco viscoso inodore di colore variabile dal giallastro all'incolore col decrescere della concentrazione dei sali di tallio. La soluzione di Clerici satura, con una densità di 4,25 g/cm³ a 20 °C, è una delle soluzioni acquose con il più alto peso specifico conosciute. Questa soluzione è stata ideata nel 1907 dal chimico italiano Enrico Clerici (1862–1938) e si è cominciato ad utilizzarla in ambito mineralogico e gemmologico negli anni trenta del XX secolo per la separazione dei minerali con il metodo tradizionale della galleggiabilità. Tra i vantaggi che presenta questo liquido vi sono la trasparenza e la possibilità di variare facilmente la densità fra 1 e 5  g/cm3.
La densità della soluzione di Clerici è sufficientemente elevata da permettere il galleggiamento di minerali come lo spinello, il granato, il diamante e il corindone. La densità della soluzione satura (formiato di tallio e malonato di tallio in acqua) sale da 4,25 a 5,0 g/cm³ portandone la temperatura da 20 a 90 °C grazie all'incremento della solubilità dei sali di tallio all'aumentare della temperatura. Può essere ridotta aumentando la diluizione con acqua fino a un g/cm³. L'indice di rifrazione varia significativamente in maniera lineare e facilmente riproducibile in funzione della densità; può variare da 1,44 per 2 g/cm³ a 1,70 per 4,28 g/cm³. La densità quindi può essere misurata facilmente con tecniche ottiche.
Il colore della soluzione di Clerici varia significativamente con il diminuire della diluizione, in particolare a temperatura ambiente una soluzione concentrata con densità di 4,25 g/cm³ è color giallo ambra mentre aumentando la diluizione con acqua fino a 4,0 g/cm³ diventa trasparente come l'acqua (finestra di assorbimento a 350 nm).
Una procedura seguita comunemente per la misura della densità di un minerale mediante la soluzione di Clerici, è la seguente: si pone un granulo del minerale in un piccolo contenitore riempito di soluzione concentrata in modo che galleggi sulla superficie, si aggiunge poi acqua goccia a goccia fino a che il granulo rimane in equilibrio indifferente (sospeso) nel liquido. La densità del liquido a questo punto può essere valutata direttamente pesandolo o indirettamente mediante l'indice di rifrazione che può essere misurato con il rifrattometro di Abbe.
La soluzione di Clerici presenta un'alta tossicità ed è corrosiva.